# Varberg
Varberg je grad u zapadnom dijelu južne Švedske u sastavu županije Halland. Pored grada se nalazi Dugovalni odašiljač Grimeton pod zaštitom UNESCO-a.

## Stanovništvo
Prema podacima o broju stanovnika iz 2005. godine u gradu živi 26.041 stanovnik.

## Vanjske poveznice
- Službena stranica grada

### Ostali projekti
|  | Zajednički poslužitelj ima još gradiva o temi Varberg |